# Wimbledon Championships 2017/Herrendoppel-Rollstuhl
Das Herrendoppel (Rollstuhl) der Wimbledon Championships 2017 war ein Rollstuhltenniswettbewerb in London und fand vom 13. bis zum 16. Juli statt.
Titelverteidiger waren Alfie Hewett und Gordon Reid.

## Setzliste
| Nr. | Paarung                        | Erreichte Runde |
| --- | ------------------------------ | --------------- |
| 01. | Stéphane Houdet Nicolas Peifer | Finale          |
| 02. | Alfie Hewett Gordon Reid       | Sieg            |

## Ergebnisse
Zeichenerklärung
- Q = Qualifikant
- WC = Wildcard
- LL = Lucky Loser
- ITF = qualifiziert über ITF-Ranking
- ALT = alternate (Ersatz)
- PR = Protected Ranking
- SE = Special Exempt
- r = retired (Aufgabe)
- d = Disqualifikation
- w.o. = walkover
- [ ] = Match-Tie-Break

|  | Halbfinale | Halbfinale                       | Halbfinale | Halbfinale | Halbfinale |  |  | Finale | Finale                         | Finale | Finale | Finale |
|  |            |                                  |            |            |            |  |  |        |                                |        |        |        |
|  |            |                                  |            |            |            |  |  |        |                                |        |        |        |
|  | 1          | Stéphane Houdet Nicolas Peifer   | 6          | 2          | 6          |  |  |        |                                |        |        |        |
|  |            | Stefan Olsson Maikel Scheffers   | 4          | 6          | 2          |  |  |        |                                |        |        |        |
|  |            |                                  |            |            |            |  |  | 1      | Stéphane Houdet Nicolas Peifer | 7      | 5      | 63     |
|  |            |                                  |            |            |            |  |  | 2      | Alfie Hewett Gordon Reid       | 65     | 7      | 7      |
|  |            | Gustavo Fernández Shingo Kunieda | 4          | 6          | 2          |  |  |        |                                |        |        |        |
|  | 2          | Alfie Hewett Gordon Reid         | 6          | 4          | 6          |  |  |        |                                |        |        |        |
|  |            |                                  |            |            |            |  |  |        |                                |        |        |        |